# 那賀川町江野島
那賀川町江野島（なかがわちょうえのしま）は、徳島県阿南市の大字。2010年10月1日現在の人口は461人、世帯数は133世帯。郵便番号は〒779-1111。

## 地理
阿南市の北部に位置。東は紀伊水道、南は那賀川町色ケ島、北は小松島市西は那賀川町小廷・那賀川町島尻に接する。沿岸漁業と稲作中心の農業地帯であるが、ほとんどが兼業農家。 

### 河川
- 太田川

## 歴史
2006年（平成18年）3月20日に那賀郡那賀川町が阿南市と合併し、阿南市那賀川町江野島になる。

## 施設
- 八坂神社
- 王子神社
- 花しょうぶ園

## 交通

### 道路
都道府県道
- 徳島県道273号大京原今津浦和田津線

### 路線バス
徳島バス
- ゆたか野団地前